# Gladys West
Gladys Mae West, nascuda Gladys Mae Brown, (Comtat de Dinwiddie, Virgínia, 27 d'octubre de 1930) és una matemàtica estatunidenca. És coneguda sobretot per les seves contribucions a les matemàtiques que sustenten els sistemes de posicionament global. West ingressà al Saló de la Fama de les Forces Aèries dels Estats Units d'Amèrica el 2018, i al 2021 se li atorgà el Webby Lifetime Achievement Award.

## Primers anys
Gladys Mae West va néixer a Sutherland, Virgínia, al comtat rural de Dinwiddie, en una família agricultora d'una comunitat de col·lectors. Va passar gran part de la seva infància treballant a la granja amb els seus pares. A més de les tasques agrícoles, la mare de West treballava en una fàbrica de tabac i el pare, als ferrocarrils. Als ulls de West, l'educació era, doncs, la porta a una altra classe de vida.
Va obtenir una beca després de graduar-se en primer lloc a la seva classe d'educació secundària, gràcies a la qual va poder estudiar Matemàtiques al Virginia State College, una universitat pública històricament afroamericana. L'any 1948, West es graduà amb les qualificacions més altes. Durant la seva estància al Virginia State College, West trià l'assignatura de matemàtiques, tradicionalment escollida pels homes, i formà part de la sororitat Alfa Kappa Alfa. Es llicencià en Ciències Matemàtiques l'any 1952 i treballà com a professora a Waverly, Virgínia durant dos anys. West tornà a la VSC per a completar un Màster en Matemàtiques, que finalitzà l'any 1955. Més tard reprengué la docència, aquest cop a Martinsville, Virgínia.

## Trajectòria

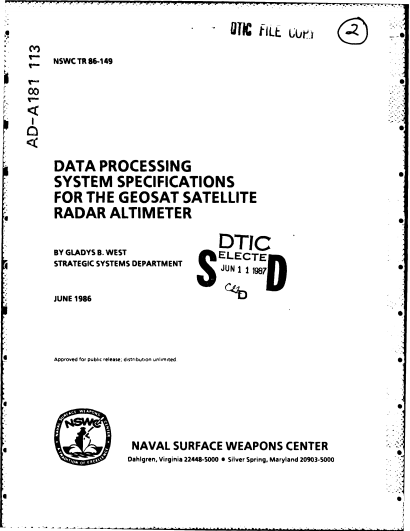
Informe sobre el processament de dades per al GeoSat, per Gladys West

Al 1956, West entrà a treballar a la Naval Proving Ground (actualment coneguda com Naval Surface Warfare Center) Dahlgren, Virgínia. Va ser la segona dona negra contractada fins aleshores, i una dels únics quatre treballadors de color. Durant la seva estància a la Naval Surface Warfare Center, West treballà com programadora i project manager de sistemes de processament d'anàlisi de dades de satèl·lits. Simultàniament, West completà un Màster en Administració Pública per la Universitat d'Oklahoma.
A principis de la dècada del 1960, West participà en un estudi que demostrà la regularitat del moviment de Plutó (planeta nan) al voltant de Neptú. Més endavant, West començà a analitzar les dades recollides per l'altímetre del programa Geogetic Earth Orbiting (GOES 3) de la NASA, amb la finalitat de modelitzar la Terra. Es convertí en la cap de projecte del Seasat, el primer satèl·lit dissenyat per a observar els oceans terrestres amb el primer radar d'obertura sintètica (SAR) posat en òrbita. La feina realitzada per West va estalviar la meitat del temps de processament al seu equip.

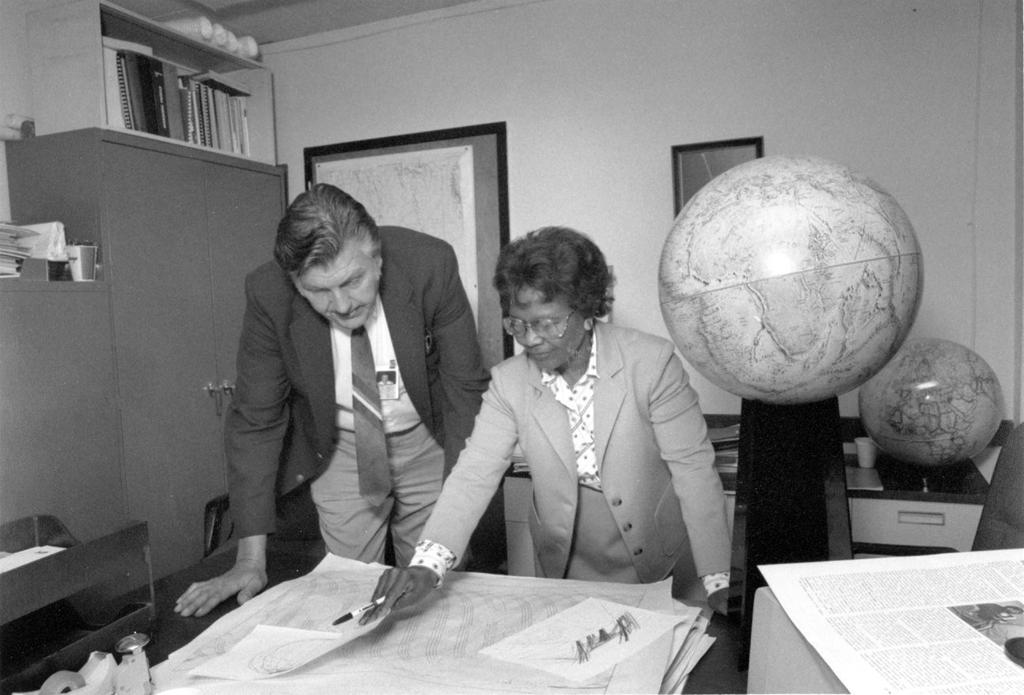
Gladys West i Sam Smit, examinant dades del Sistema de Posició Global. Dahlgren,1985.

Des de mitjans dels 1970 i al llarg de la dècada del 1980, West programà l'ordinador IBM 7030 Stretch amb l'objectiu de proporcionar uns resultats dels càlculs per a la modelització de la Terra cada cop més precisos: un el·lipsoide amb ondulacions addicionals coneguda com a geoide. Per tal de generar un model geopotencial precís, West va necessitar aplicar diversos algoritmes d'alta complexitat per explicar les variacions en les forces gravitacionals, les forces de marea i altres forces que distorsionen la forma de la Terra.
L'any 1986, West va publicar Data Processing System Specifications for the Geosat Satellite Radar, un informe tècnic de 51 pàgines del Naval Surface Weapons Center (NSWC) en el qual es detallava com millorar la precisió de les altures geoides i la deflexió vertical, ambdós components essencials en la geodèsia. Això s'aconseguí mitjançant el processament de dades del radioaltímetre instal·lat al satèl·lit Geosat, que va entrar en òrbita el 12 de març del 1984.
West va treballar a Dahlgren surant 42 anys i es va retirar al 1998. Més tard es doctorà en Administració Pública al Virginia Tech, seguint la modalitat d'estudis a distància.

## Llegat

Gladys West durant la cerimònia d'admissió al Saló de la Fama les Forces Aèries dels Estats Units d'Amèrica, a l'any 2018.

Les contribucions vitals de West a la tecnologia de geoposicionament foren reconegudes quan una membre de la seva sororitat, Alfa Kappa Alfa, va llegir una breu biografia que West havia entregat per a un esdeveniment entre alumni de la Virginia State College.
L'any 2018, West fou inclosa en el Saló de la Fama de les Forces Aèries dels Estats Units d'Amèrica, un dels honors més alts concedits per l'Air Force Space Command (AFSPC). El comunicat de premsa del AFSPC l'anomenà una de "les 'Figures Ocultes' que formaren part de l'equip de computació de les forces armades dels Estats Units abans de l'adveniment de l'era electrònica", una referència al llibre de Margot Lee Shetterly, publicat al 2016 i adaptat al cinema el mateix any. El capità Godfrey Weekes, oficial en cap a la Naval Surface Warfare Center Dahlgren Division, va descriure el paper que West va jugar en el desenvolupament del Sistema de Posicionament Global (GPS): "Va pujar de rank, va treballar en la geodèsia i va contribuir en la precisió del GPS i en el processament de dades dels satèl·lits. Quan Gladys West va començà la seva carrera... al 1956, probablement desconeixia el gran impacte que la seva feina tindria en el món amb el temps". West coincidí, comentant que "quan estàs treballant cada dia, no penses: 'quin impacte tindrà això que estic fent al món?' El què penses és: 'he de fer-ho bé'".
Com a exalumna de la Virginia State University, l'any 2018, West fou guardonada amb el premi "Female Alumna of the Year".
Al mateix any, fou seleccionada per la BBC per a formar part del programa 100 Women. L'any 2021, se li concedí la Prince Philip Medal per la Royal Academy of Engineering del Regne Unit, l'honor individual més alt.

## Vida privada
West va conèixer al seu marit, Ira, a la Naval Surface Warfare Center Dahlgren Division, on treballava com a matemàtic. En aquell moment, West i el seu marit eren els dos únics empleats negres. Es van casar l'any 1957. Tenen tres fills (Carolyn, David i Michael), i set nets. Actualment, la família West viu a King George County, Virgínia.

## Publicacions
- West, Gladys B. «Smoothing of Geos 3 satellite radar altimeter data». Journal of Geophysical Research. American Geophysical Union (AGU), 84, B8, 1979, pàg. 4055. Bibcode: 1979JGR....84.4055W. DOI: 10.1029/jb084ib08p04055. ISSN: 0148-0227.
- West, Gladys B (May 1981). SEASAT Satellite Radar Altimetry Data Processing System (Technical report). Dahlgren, VA: Naval Surface Weapons Center. NSWC TR 81-234, Plantilla:DTIC – via Defense Technical Information Center.
- West, Gladys B. «Mean Earth ellipsoid determined from SEASAT 1 altimetric observations». Journal of Geophysical Research: Solid Earth. American Geophysical Union (AGU), 87, B7, 10-07-1982, pàg. 5538–5540. Bibcode: 1982JGR....87.5538W. DOI: 10.1029/jb087ib07p05538. ISSN: 0148-0227.
- West, Gladys B. Data Processing System Specifications for the GEOSAT Satellite Radar Altimeter (Technical report). Dahlgren VA: Naval Surface Weapons Center. NSWC TR 86-149, Plantilla:DTIC – via Defense Technical Information Center.